# Qīām
Qīām (persiska: قيام, جَهان خانی, جان خانی, قِيام) är en ort i Iran.   Den ligger i provinsen Kohgiluyeh och Buyer Ahmad, i den centrala delen av landet, 500 km söder om huvudstaden Teheran. Qīām ligger 665 meter över havet och antalet invånare är 862.
Terrängen runt Qīām är kuperad åt nordost, men åt sydväst är den bergig. Qīām ligger nere i en dal. Runt Qīām är det ganska glesbefolkat, med 47 invånare per kvadratkilometer. Närmaste större samhälle är Landeh, 15,5 km öster om Qīām. Omgivningarna runt Qīām är i huvudsak ett öppet busklandskap.